# Dornod-Aimag
Dornod-Aimag este un aimag, (provincie) în Mongolia.
| Capitala: Tschoibalsan  |                                               |
| Distanța de Ulaanbaatar | 656 km                                        |
| Coordonate              | 48°04′0″N 114°30′0″E / 48.06667°N 114.50000°E |
| Altitudine              | 747 m                                         |
| Populațe                | 41,714 (2000)                                 |